# Sepiola rondeletii
Sepiola rondeletii, auch Mittelmeersepiole oder Zwerg-Sepie genannt, ist eine im Mittelmeer und Ostatlantik vorkommende Art der Zwergtintenfische. Die rotbraun bis schwarz gefärbte, wenige Zentimeter große Art ist meist in Bodennähe zu finden und ernährt sich räuberisch.
Dieses kleine Tier wurde offiziell zum ersten Mal 1817 von William Elford Leach beschrieben und bestimmt und ist auch unter folgenden Namen bekannt: Loligo Sepiola Blainville, 1828; Sepiola desvigniana Gervais & Van Beneden, 1838; Sepiola grantiana Férussac, 1834; Sepiola rondeleti Leach, 1817; Sepiola vulgaris Grant, 1833; Sepia sepiola Linnaeus, 1758. Letztgenannter Name erfüllt alle Kriterien um als "nomen oblitum" zu gelten.
Sein nächster Verwandter ist Sepiola atlantica. Von dieser unterscheidet es sich durch einen gewellten bauchseitigen Mantelrand und einer unterschiedlichen Anzahl an Saugnäpfen: Sepiola atlantica besitzt an der Spitze der unteren Arme vier Saugnapfreihen, an den anderen Armen zwei Reihen. Sepiola rondeletii besitzt dagegen an allen Armen nur zwei Reihen Saugnäpfe.
Sepiola rondeletii wird nicht als gefährdete Art eingestuft, ihre genaue Populationsgröße ist allerdings unbekannt.

## Verbreitung und Habitat
Sepiola rondeletii kommt v. a. im Mittelmeer und im Ostatlantik vor. Dabei reicht ihre Nord-Süd-Verbreitung von der Nordsee bis nach Senegal. Das Verbreitungsgebiet Mittelmeer schließt ebenso die Straße von Sizilien, das Ägäische Meer, das Adriatische Meer, das Marmarameer und das Levantinische Meer ein.
Sepiola rondeletii lebt nahe am Meeresboden, bevorzugt auf schlammigen und sandigen Substraten oder in Seegras-Wiesen. Sichtungen gab es bisher sowohl in seichtem Wasser als auch in bis zu 450 m Tiefe.

## Anatomie, Aussehen und Physiologie
Sepiola rondeletii ist getrenntgeschlechtlich. Die Weibchen sind dabei größer als die Männchen: Sie können eine Mantellänge von bis zu 60 mm erreichen, wobei der Schnitt bei 40 bis 50 mm liegt. Die Männchen hingegen können, soweit bekannt, nur maximal eine Mantellänge von 25 mm erreichen.
Der Körper als Ganzes betrachtet ist an der Oberfläche braun gefärbt, kurz und mit einem abgerundeten Ende. Der Rumpf ist bei der Familie der Zwergtintenfische durchweg nur etwa halb so lang wie der gesamte Tintenfisch abzüglich seiner Arme.

### Arme
Dem Kopf entwachsen vier Paar Arme und ein Paar Tentakel, wobei die Tentakel an der Spitze keulenartig verdickt sind und in Hauttaschen unterhalb der Augen zurückgezogen werden können.
Die Arme sind von der Basis bis zur Spitze mit Saugnäpfen besetzt, bei den Tentakeln sind es nur die Spitzen der Keulen. Die Saugnäpfe sind auf allen Armen zweireihig, auf den Tentakelkeulen achtreihig angeordnet, wobei bei letzteren die Reihen teilweise ineinander verschoben sind. Wie bei allen zehnarmigen Kopffüßern sind auch bei Sepiola rondeletii die Saugnäpfe gestielt und mit einem Keratochin-Ring verstärkt.
Beim linken oberen Arm der Männchen sind die Saugnäpfe am Ende vergrößert und teils zu einem fleischigen Polster verschmolzen, so dass ein Begattungsarm (Hectocotylus) entstanden ist, der während der Begattung die Spermien ins Weibchen einbringt.

### Mantel, Flossen und Schale
Der Kopf geht lückenlos in den Rumpf über und ist dorsal mit dem Mantelrand verbunden, so dass sich ein Nackenband bildet. Der Körper wird komplett vom Mantel bedeckt, dabei überragt der gewellte, untere Mantelrand vorne den Körper deutlich.
Die kurzen, paarigen Flossen sind breit, abgerundet und nur noch auf den mittleren Körperabschnitt des Tieres beschränkt, so dass es keinen durchgehenden Flossensaum mehr gibt. Sie erinnern mit ihrem Aussehen stark an Flügel.
Die Schale ist wie bei den meisten Vertretern der Kopffüßer nur noch intern vorhanden. Dabei ist sie größtenteils zurückgebildet und chitinös.

### Augen und andere Sinnesorgane
Am Kopf dieser Tiere sitzen überproportional große Linsenaugen, die einen ähnlichen Aufbau zu den Linsenaugen der Wirbeltiere haben. Die Netzhaut der Augen ist ein braunschwarz gefärbtes, einschichtiges Neuroepithel, das im Wesentlichen aus zwei Zellarten besteht. Die Stäbchen in der Netzhaut liegen in sogenannten Rhabdomen gebündelt vor, wobei die beiden Hälften eines Stäbchens zu unterschiedlichen, benachbarten Rhabdomen gehören.
Außerdem besitzt Sepiola rondeletii eine Riechgrube unterhalb der Augen und eine Reihe Lichtsinneszellen über die gesamte Körperoberfläche verteilt. In der Mundhaut und auf den Saugnäpfen kommen gehäuft noch mechanische und chemische Sinneszellen vor.

### Atmungsorgane
Sepiola rondeletii besitzt zwei federförmige, nach innen gerichtete Kiemen, die an der Vorderwand des Mantelraums zu finden sind. Die Atmung erfolgt wie bei allen Tintenfischen durch abwechselndes Zusammenziehen und Entspannen der Muskulatur im Mantel, wodurch Wasser durch die Mantelspalte in den Körper ein- und durch den Trichter ausströmt und dabei an den Kiemen vorbeiströmt.

### Chromatophoren und Färbung
Sepiola rondeletii besitzt die für Kopffüßer typische Fähigkeit sich durch unterschiedliche Färbung in seiner Umwelt zu tarnen. Die Tiere sind auch dazu in der Lage, ihre Körperfärbung ihrer Gefühlslage anzupassen: So sollen sie bei Angst blass werden und sich, wenn sie wütend sind, dunkel färben. Ihre Körperfärbung können sie mithilfe von Chromatophoren und Iridozyten verändern, die in die Haut eingebettet sind. Die Zellen sind besonders dicht am vorderen unteren Mantelrand und auf der Oberfläche der Tentakelkeulen angesiedelt.
Sepiola rondeletii besitzt dabei die größten Chromatophoren unter den Kopffüßern, die mit dem bloßen Auge noch sichtbar sind. Außerdem hat diese Art im Gegensatz zu den meisten übrigen Kopffüßern nur eine Chromatophorenart mit dunklem Pigment. Je nachdem wie die Zelle kontrahiert wird, verändert sich die Farbnuance: Ist die Zelle stark zusammengezogen, erscheint sie schwarz, bei Entspannung ist das Volumen der Zelle größer und sie erscheint rotbraun gefärbt. Die Chromatophoren haben nur einen Zellkern. Dieser ist größer als die umgebenden Gewebekerne, aber häufig schwer zu erkennen. Der Zellkern ist von einer einfachen Zellmembran umgeben, an die Muskelfasern ansetzen. Diese lagern sich an die jungen, noch unpigmentierten Chromatophoren an und wachsen mit der Zeit zu senkrecht aufgerichteten Fasern heran. Die Muskelfasern werden durch das Nervensystem erregt und ziehen sich zusammen, so dass die Chromatophoren-Membran auseinandergezogen wird, wodurch die Zelle an Volumen gewinnt und einen größeren Farbfleck bildet.
Die Iridozyten sind bei Sepiola rondeletii große, glatte Zellen, die das einfallende Licht reflektieren und so der Haut in Kombination mit den Chromatophoren einen farbigen Glanz verleihen. In den Iridozyten sind die Iridosomen meist einschichtig verteilt und bilden gestreckte oder geschlängelte Fäden, welche teils auch zu Strängen verklebt sein können. Durch ihre unterschiedliche Anordnung in der Zelle kommt es zu einer wechselnden Reflexion des Lichtes.
Werden die Chromatophoren gereizt, kommt es zu einer "Pulsation", bei der die Zellen schnell in alle Richtungen expandieren, aber sich deutlich langsamer wieder zusammenziehen. Die Pulsationsrate liegt dabei zwischen 80 und 100 Kontraktionen pro Minute. Wenn das Tier stirbt, werden die Pulse immer langsamer, bis es sich zu einer dauerhaften Kontraktion entwickelt.

### Leuchtorgane / -mechanismus
Sepiola rondeletii lebt in Symbiose mit kontinuierlich Licht abgebenden Leuchtbakterien. Diese leben in speziellen Taschen in direkter Nähe des dreilappigen Tintensacks und können durch diesen abgeschirmt werden. Bei Sepiola rondeletii besitzen beide Geschlechter diese Taschen, wobei das Tier nicht von Anfang an die Bakterien besitzt, sondern sich nach dem Schlüpfen erst mit diesen infizieren muss. Bei Gefahr können die Bakterien auch zusammen mit der Tinte aus dem Tintensack ausgestoßen werden, so dass es zu einer leuchtenden Tintenwolke im Wasser kommt, die den Feind von Sepiola rondeletii ablenken soll.

### Geschlechtsorgane
Sowohl die Männchen als auch die Weibchen haben eine unpaarige Gonade, von der die reifen Geschlechtszellen in die Mantelhöhle fallen.
Bei den Männchen werden die reifen Spermien in eine ca. 1 cm lange Spermatophore geschlossen, die in der sogenannten Spermatophorentasche, dem erweiterten Endabschnitt des Ausführgangs, zwischengespeichert wird.
Bei den Weibchen münden neben der Geschlechtsöffnung große Nidamentaldrüsen in die Mantelhöhle, in denen ein Sekret zur Bildung der Eihüllen produziert wird. Außerdem hat das Weibchen innerhalb der Mantelhöhle noch eine große Begattungstasche, in die das Männchen seine Spermatophore ablegt.

### Physiologie
Im Vergleich zu anderen Wirbellosen haben Tintenfische inkl. Sepiola rondeletii ein hoch entwickeltes Nervensystem.
Das Blutgefäßsystem ist bei Sepiola rondeletii, wie bei allen Tintenfischen fast komplett geschlossen, es gibt nur noch Lakunen um das Gehirn und die Mitteldarmdrüse. Die Hämolymphe wird von dem schlauchförmigen, muskulösen Herz durch den Körper zu den beiden Kiemenherzen und den beiden Kiemen gepumpt. Von dort gelangt die mit Sauerstoff gesättigte Hämolymphe wieder zurück in die zwei Vorhöfe des Herzens. Der Sauerstoffträger in der Hämolymphe ist Hämocyanin.
Bei der Exkretion wandern die Ausscheidungsprodukte aus der Hämolymphe über den Herzbeutel in die paarigen Nieren. Diese führen zur Mantelhöhle und münden neben dem After aus dem Körper.
Die Nahrungsaufnahme und Verdauung unterscheidet sich nicht wesentlich zwischen den einzelnen Kopffüßer-Arten und ist am besten an Loligo sp. untersucht: Die Nahrung gelangt durch die in der Mitte der Armbasen liegende Mundöffnung in den Magen und wird durch die Bewegung der Magenmuskulatur zerkleinert. Die Nährstoffe werden v. a. über den Darm aufgenommen und die unverdaulichen Bestandteile der Nahrung werden über den After ausgeschieden.

## Lebensweise
Die genaue Populationsgröße dieser Art ist unbekannt. Es ist nachgewiesen, dass die einzelnen Individuen der Art eine Lebensdauer von 18 Monaten haben und meist kurz nach der Fortpflanzung sterben. Auch wird die Art im Vergleich zu anderen Cephalopoden-Arten als eher träge beschrieben.

### Eingraben
Die bodenlebenden Tiere sind vorwiegend nachtaktiv und verbringen den Tag für gewöhnlich im Sand eingegraben, um sich vor Fressfeinden zu schützen. Es konnte im Experiment nachgewiesen werden, dass sie auch tagsüber ihr Versteck verlassen, wenn sie stark ausgehungert sind. Der Grabvorgang wurde bereits von Boletzky und Boletzky (1970) genau untersucht, wobei sie Widersprüchliches zur allgemeinen Meinung, dass sich Sepiola rondeletii durch Flossenschlag eingräbt, herausgefunden haben. Sie konnten den Grabvorgang in verschiedene Phasen unterteilen: Zunächst setzt sich das Tier mit nach unten zurückgelegten Armen auf den Boden. In der ersten Phase wirbelt es den Sand durch gezielte Wasserstöße aus dem Trichter auf, so dass sich unter ihm eine Grube bildet. Diese Grube bietet Sepiola rondeletii Halt, wenn das Tier rückwärtsgerichtet Wasser aus dem Trichter stößt. Nachdem genug Sand weggeblasen wurde, lässt sich das Tier mit angelegten Flossen in die entstandene Grube sinken. Danach richtet es einen Stoß nach vorne, damit auch die Arme und der Kopf einsinken können und einen Stoß nach hinten, damit der Mantelsack tiefer eintauchen kann. Dies wird so oft wiederholt, bis das Tier vollständig eingegraben ist. In der zweiten Phase schiebt das Tier mithilfe seiner Arme Sand von vorne über seinen Körper, wobei diese synchron bewegt werden. Dieser Vorgang wird ebenfalls mehrfach wiederholt.
Lediglich wenn das Substrat ungünstig ist, können die Trichterstöße von den Armen mit Schaufelbewegungen unterstützt werden. Wenn das Tier keine Grube zum Halt gegen die Trichterstöße ausheben konnte, wird der Rückstoß mit entgegengesetzten Flossenbewegungen kompensiert. So sei laut den Autoren die irrtümliche Annahme entstanden, die Flossen würden zum Eingraben benutzt werden.

### Fortbewegung
Auch beim Schwimmen hält sich Sepiola rondeletii meist in Bodennähe auf. Das Schwimmen erinnert an einen Vogelflug, da die Flossen auf- und abgeschlagen werden. Dies wird durch den entstehenden Rückstoß beim Auspressen des Atemwassers aus dem Trichter unterstützt.

### Fressverhalten
Anhand von Beobachtungen im Aquarium konnte nachgewiesen werden, dass sich Sepiola rondeletii nicht wie andere Zwergtintenfische im Sand eingegraben auf die Lauer nach Beute legt. Die Tiere graben sich in der Abenddämmerung aus und gehen dann nachts auf Futtersuche. Haben sie eine Beute gefunden, stoßen sie blitzschnell ihre Tentakelarme aus (s. Arme), indem sich die Ringmuskeln der Arme zusammenziehen. Haben sie einmal Beute gefangen, ist es für diese fast unmöglich dem Griff der Tentakel-Saugnäpfe wieder zu entkommen, da sich durch den zurückgezogenen Muskelpfropf in den Saugnäpfen ein Unterdruck gebildet hat.
Zu ihren Beutetieren zählen v. a. kleine Fische und Krustentiere. Aber auch Garnelen, Krill und Muscheln stehen bisweilen auf dem Speiseplan.

## Fortpflanzung und Entwicklung
Sepiola rondeletii ist getrenntgeschlechtlich. Die Weibchen sind ab einer Mantellänge von 30 mm geschlechtsreif.

### Paarung
Während der Paarungszeit, die von März bis November geht, verfällt das Männchen in ei Balzritual, um sich potenziellen Weibchen zu präsentieren. Hatte er dabei Erfolg, schwimmt er von hinten unter das Weibchen, so dass ihre Körper in die gleiche Richtung zeigen. Außerdem umschlingt er den Nacken des Weibchens und saugt sich mit seinem zweiten oberen Armpaar am Bauch des Weibchens fest, um ihrer beider Position zu fixieren. Mit dem Hectocotylus (s. Arme) wird dann eine Spermatophore in die Begattungstasche des Weibchens gelegt. Die Spermatophore gelangt durch die Begattungstasche in die Mantelhöhle und platzt dort, wodurch es in der Mantelhöhle zur Befruchtung der Eizellen kommt. Die Eiablage erfolgt direkt nach der Paarung.

### Ei- und Jungtierentwicklung
Alle Tintenfische legen stark dotterhaltige Eier, in denen bei Sepiola rondeletii der Embryo schnell wächst. Nach dem Schlüpfen gelangen die Jungtiere ins Plankton und verbringen dort einige Zeit, bis sie sich zum Adulttier umwandeln und zu einer Lebensweise am Meeresboden wechseln.

## Nutzung und Bedrohungsstatus
Gefangen wird Sepiola rondeletii nur selten. Am ehesten passiert das bei der Fischerei mit Bodenschleppnetzen, manchmal auch bei der Ringwadenfischerei. Die höchste Wahrscheinlichkeit besteht als Beifang von Shrimp-Fischern.
Sepiola rondeletii ist nur selten auf Fischmärkten zu finden, obwohl dessen Fleisch sehr schmackhaft ist. Meist wird das Tier direkt nach dem Fang konsumiert, da es sehr schwer zu konservieren ist.
Da diese Tierart nur selten gefangen wird und nicht kommerziell gefischt wird, ist sie nicht bedroht und es gibt bisher keine Schutzmaßnahmen. Allerdings muss dazu gesagt werden, dass die Populationsdaten noch nicht ausreichend erforscht sind.